# Wereldkampioenschap superbike van Monza 2009
Het wereldkampioenschap superbike van Monza 2009 was de vijfde ronde van het wereldkampioenschap superbike en het wereldkampioenschap Supersport 2009. De races werden verreden op 10 mei 2009 op het Autodromo Nazionale Monza nabij Monza, Italië.

## Superbike

### Race 1
De race werd in de eerste ronde stilgelegd vanwege een ongeluk in de eerste bocht waarbij onderdelen en olie op de baan terechtkwamen. Later werd de race herstart over de oorspronkelijke lengte van 18 ronden. Max Neukirchner, Brendan Roberts en Makoto Tamada konden de race niet herstarten vanwege blessures die zij opliepen in de crash.
| Pos | Nr  | Rijder            | Constructeur | Rondes | Tijd              | Grid | Punten |
| --- | --- | ----------------- | ------------ | ------ | ----------------- | ---- | ------ |
| 1   | 84  | Michel Fabrizio   | Ducati       | 18     | 31:50.758         | 2    | 25     |
| 2   | 41  | Noriyuki Haga     | Ducati       | 18     | +0.239            | 5    | 20     |
| 3   | 9   | Ryuichi Kiyonari  | Honda        | 18     | +8.175            | 3    | 16     |
| 4   | 71  | Yukio Kagayama    | Suzuki       | 18     | +11.001           | 8    | 13     |
| 5   | 65  | Jonathan Rea      | Honda        | 18     | +12.447           | 6    | 11     |
| 6   | 66  | Tom Sykes         | Yamaha       | 18     | +13.693           | 10   | 10     |
| 7   | 111 | Rubén Xaus        | BMW          | 18     | +19.172           | 14   | 9      |
| 8   | 55  | Régis Laconi      | Ducati       | 18     | +24.989           | 12   | 8      |
| 9   | 7   | Carlos Checa      | Honda        | 18     | +26.930           | 9    | 7      |
| 10  | 23  | Broc Parkes       | Kawasaki     | 18     | +27.418           | 13   | 6      |
| 11  | 3   | Max Biaggi        | Aprilia      | 18     | +27.752           | 7    | 5      |
| 12  | 96  | Jakub Smrž        | Ducati       | 18     | +29.545           | 20   | 4      |
| 13  | 56  | Shinya Nakano     | Aprilia      | 18     | +30.952           | 16   | 3      |
| 14  | 67  | Shane Byrne       | Ducati       | 18     | +31.414           | 15   | 2      |
| 15  | 19  | Ben Spies         | Yamaha       | 18     | +36.998           | 1    | 1      |
| 16  | 31  | Karl Muggeridge   | Suzuki       | 18     | +42.732           | 19   |        |
| 17  | 15  | Matteo Baiocco    | Kawasaki     | 18     | +48.835           | 24   |        |
| 18  | 98  | Jake Zemke        | Honda        | 18     | +48.888           | 25   |        |
| 19  | 25  | David Salom       | Kawasaki     | 18     | +50.612           | 27   |        |
| 20  | 33  | Tommy Hill        | Honda        | 18     | +51.706           | 21   |        |
| 21  | 77  | Vittorio Iannuzzo | Honda        | 18     | +55.510           | 28   |        |
| 22  | 94  | David Checa       | Yamaha       | 18     | +58.214           | 26   |        |
| 23  | 99  | Luca Scassa       | Kawasaki     | 18     | +1:01.130         | 18   |        |
| 24  | 88  | Roland Resch      | Suzuki       | 18     | +1:16.850         | 29   |        |
| DNF | 91  | Leon Haslam       | Honda        | 17     | Uitgevallen       | 17   |        |
| DNF | 11  | Troy Corser       | BMW          | 0      | Ongeluk           | 11   |        |
| DNS | 76  | Max Neukirchner   | Suzuki       | 0      | Ongeluk in race 1 | 4    |        |
| DNS | 24  | Brendan Roberts   | Ducati       | 0      | Ongeluk in race 1 | 22   |        |
| DNS | 100 | Makoto Tamada     | Kawasaki     | 0      | Ongeluk in race 1 | 23   |        |

### Race 2
Vittorio Iannuzzo werd gediskwalificeerd vanwege het negeren van een ride through penalty, die hij kreeg voor het afsnijden van een chicane.
| Pos | Nr  | Rijder            | Constructeur | Rondes | Tijd              | Grid | Punten |
| --- | --- | ----------------- | ------------ | ------ | ----------------- | ---- | ------ |
| 1   | 19  | Ben Spies         | Yamaha       | 18     | 31:49.252         | 1    | 25     |
| 2   | 84  | Michel Fabrizio   | Ducati       | 18     | +2.665            | 2    | 20     |
| 3   | 9   | Ryuichi Kiyonari  | Honda        | 18     | +2.810            | 3    | 16     |
| 4   | 65  | Jonathan Rea      | Honda        | 18     | +7.706            | 6    | 13     |
| 5   | 3   | Max Biaggi        | Aprilia      | 18     | +7.863            | 7    | 11     |
| 6   | 66  | Tom Sykes         | Yamaha       | 18     | +10.383           | 10   | 10     |
| 7   | 91  | Leon Haslam       | Honda        | 18     | +11.586           | 17   | 9      |
| 8   | 96  | Jakub Smrž        | Ducati       | 18     | +21.112           | 20   | 8      |
| 9   | 111 | Rubén Xaus        | BMW          | 18     | +22.112           | 14   | 7      |
| 10  | 7   | Carlos Checa      | Honda        | 18     | +22.261           | 9    | 6      |
| 11  | 55  | Régis Laconi      | Ducati       | 18     | +23.453           | 12   | 5      |
| 12  | 56  | Shinya Nakano     | Aprilia      | 18     | +32.956           | 16   | 4      |
| 13  | 23  | Broc Parkes       | Kawasaki     | 18     | +37.166           | 13   | 3      |
| 14  | 99  | Luca Scassa       | Kawasaki     | 18     | +43.085           | 18   | 2      |
| 15  | 15  | Matteo Baiocco    | Kawasaki     | 18     | +43.088           | 24   | 1      |
| 16  | 33  | Tommy Hill        | Honda        | 18     | +43.825           | 21   |        |
| 17  | 71  | Yukio Kagayama    | Suzuki       | 18     | +53.211           | 8    |        |
| 18  | 67  | Shane Byrne       | Ducati       | 18     | +1:00.917         | 15   |        |
| 19  | 94  | David Checa       | Yamaha       | 18     | +1:17.915         | 26   |        |
| 20  | 98  | Jake Zemke        | Honda        | 18     | +1:28.545         | 25   |        |
| 21  | 25  | David Salom       | Kawasaki     | 18     | +1:29.016         | 27   |        |
| DNF | 88  | Roland Resch      | Suzuki       | 17     | Uitgevallen       | 29   |        |
| DNF | 31  | Karl Muggeridge   | Suzuki       | 3      | Ongeluk           | 19   |        |
| DNF | 41  | Noriyuki Haga     | Ducati       | 2      | Ongeluk           | 5    |        |
| DSQ | 77  | Vittorio Iannuzzo | Honda        | 5      | Gediskwalificeerd | 28   |        |
| DNS | 11  | Troy Corser       | BMW          | 0      | Blessure          | 11   |        |
| DNS | 76  | Max Neukirchner   | Suzuki       | 0      | Blessure          | 4    |        |
| DNS | 24  | Brendan Roberts   | Ducati       | 0      | Blessure          | 22   |        |
| DNS | 100 | Makoto Tamada     | Kawasaki     | 0      | Blessure          | 23   |        |

## Supersport
| Pos | Nr  | Rijder             | Constructeur | Rondes | Tijd         | Grid | Punten |
| --- | --- | ------------------ | ------------ | ------ | ------------ | ---- | ------ |
| 1   | 35  | Cal Crutchlow      | Yamaha       | 16     | 29:34.605    | 1    | 25     |
| 2   | 26  | Joan Lascorz       | Kawasaki     | 16     | +2.660       | 2    | 20     |
| 3   | 99  | Fabien Foret       | Yamaha       | 16     | +2.716       | 3    | 16     |
| 4   | 50  | Eugene Laverty     | Honda        | 16     | +2.780       | 4    | 13     |
| 5   | 1   | Andrew Pitt        | Honda        | 16     | +9.270       | 7    | 11     |
| 6   | 21  | Katsuaki Fujiwara  | Kawasaki     | 16     | +9.332       | 10   | 10     |
| 7   | 51  | Michele Pirro      | Yamaha       | 16     | +20.178      | 12   | 9      |
| 8   | 24  | Garry McCoy        | Triumph      | 16     | +20.221      | 9    | 8      |
| 9   | 54  | Kenan Sofuoğlu     | Honda        | 16     | +22.681      | 6    | 7      |
| 10  | 69  | Gianluca Nannelli  | Triumph      | 16     | +26.993      | 8    | 6      |
| 11  | 12  | Franco Battaini    | Yamaha       | 16     | +31.343      | 13   | 5      |
| 12  | 117 | Miguel Praia       | Honda        | 16     | +32.236      | 15   | 4      |
| 13  | 77  | Barry Veneman      | Suzuki       | 16     | +32.695      | 17   | 3      |
| 14  | 105 | Gianluca Vizziello | Honda        | 16     | +33.216      | 18   | 2      |
| 15  | 53  | Alessandro Polita  | Suzuki       | 16     | +33.652      | 19   | 1      |
| 16  | 14  | Matthieu Lagrive   | Honda        | 16     | +37.937      | 11   |        |
| 17  | 5   | Doni Tata Pradita  | Yamaha       | 16     | +44.249      | 23   |        |
| 18  | 30  | Jesco Günther      | Honda        | 16     | +44.860      | 22   |        |
| 19  | 9   | Danilo Dell'Omo    | Honda        | 16     | +56.772      | 16   |        |
| 20  | 28  | Arie Vos           | Honda        | 16     | +1'13.876    | 25   |        |
| 21  | 32  | Fabrizio Lai       | Honda        | 16     | +1:14.344    | 24   |        |
| 22  | 71  | José Morillas      | Yamaha       | 16     | +1:45.778    | 28   |        |
| DNF | 55  | Massimo Roccoli    | Honda        | 15     | Ongeluk      | 14   |        |
| DNF | 83  | Russell Holland    | Honda        | 13     | Ongeluk      | 26   |        |
| DNF | 8   | Mark Aitchison     | Honda        | 10     | Ongeluk      | 5    |        |
| DNF | 88  | Yannick Guerra     | Yamaha       | 8      | Ongeluk      | 27   |        |
| DNF | 13  | Anthony West       | Honda        | 2      | Ongeluk      | 20   |        |
| DNS | 96  | Matej Smrž         | Triumph      | 0      | Niet gestart |      |        |

## Tussenstanden na wedstrijd

### Superbike
| Pos | Nr | Rijder          | Team   | Punten |
| --- | -- | --------------- | ------ | ------ |
| 1   | 41 | Noriyuki Haga   | Ducati | 200    |
| 2   | 19 | Ben Spies       | Yamaha | 146    |
| 3   | 84 | Michel Fabrizio | Ducati | 125    |
| 4   | 91 | Leon Haslam     | Honda  | 103    |
| 5   | 66 | Tom Sykes       | Yamaha | 75     |

### Supersport
| Pos | Nr | Rijder         | Team   | Punten |
| --- | -- | -------------- | ------ | ------ |
| 1   | 35 | Cal Crutchlow  | Yamaha | 99     |
| 2   | 50 | Eugene Laverty | Honda  | 81     |
| 3   | 54 | Kenan Sofuoğlu | Honda  | 72     |
| 4   | 1  | Andrew Pitt    | Honda  | 54     |
| 5   | 13 | Anthony West   | Honda  | 52     |

1990 · 1992 · 1993 · 1995 · 1996 · 1997 · 1998 · 1999 · 2000 · 2001 · 2002 · 2003 · 2004 · 2005 · 2006 · 2007 · 2008 · 2009 · 2010 · 2011 · 2012 · 2013